# Breite Straße 18 (Quedlinburg)

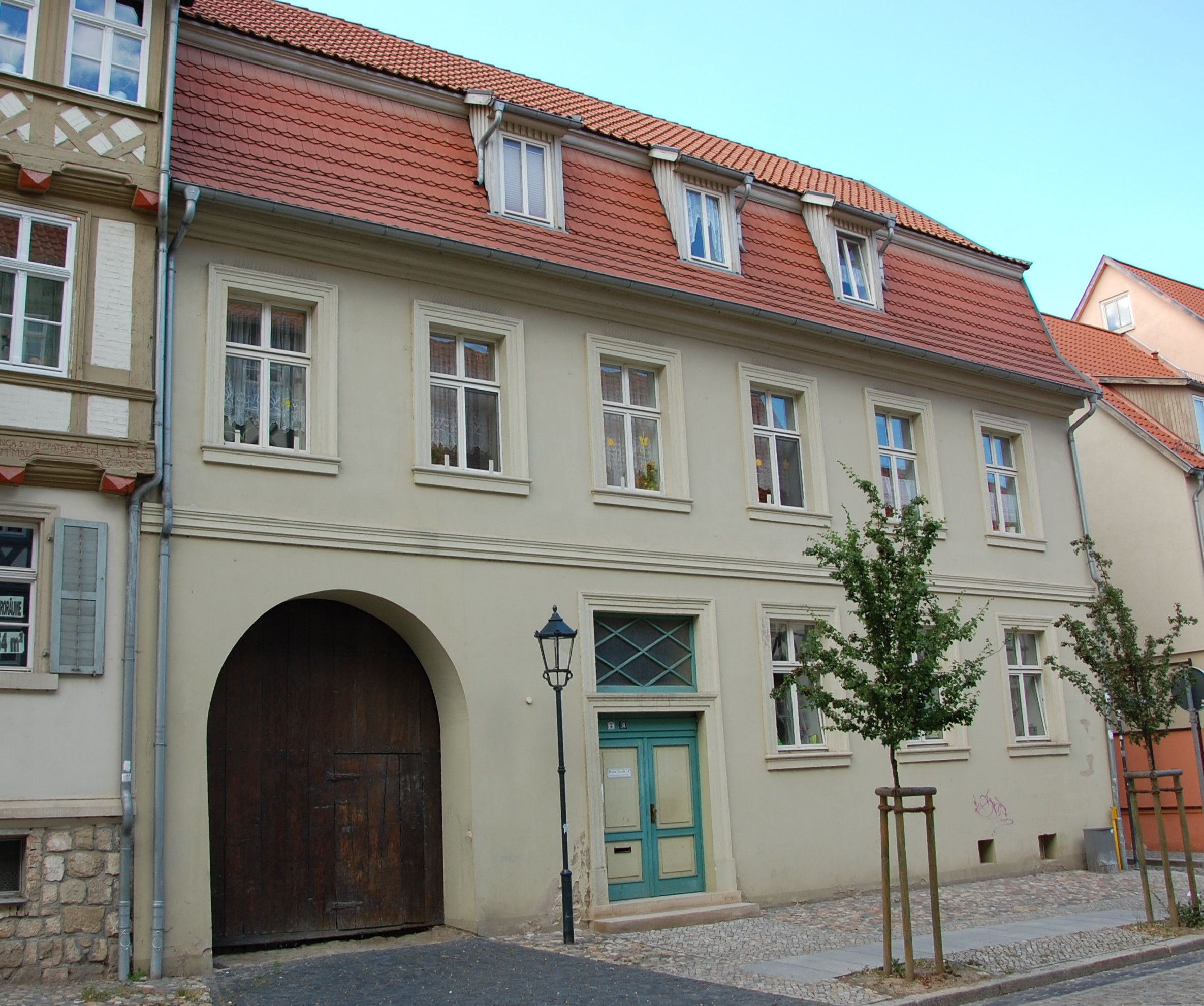
Haus Breite Straße 18

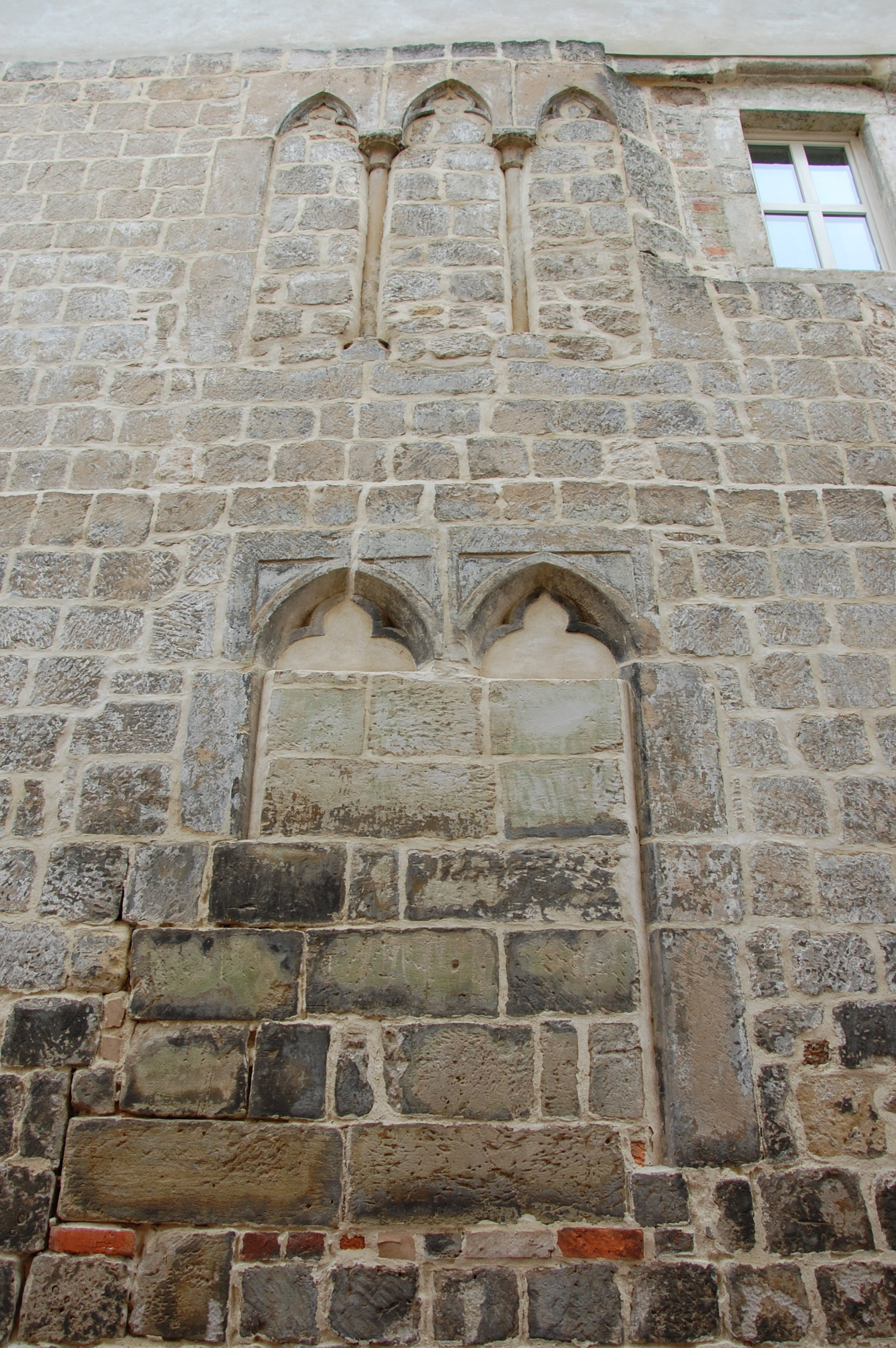
Rest von Triforium (oben) und Biforium (unten) am Nordgiebel

Das Haus Breite Straße 18 ist ein denkmalgeschütztes Gebäude in der Stadt Quedlinburg in Sachsen-Anhalt.

## Lage
Es befindet sich nordöstlich des Marktplatzes der Stadt und gehört zum UNESCO-Weltkulturerbe. Im Quedlinburger Denkmalverzeichnis ist es als Wohnhaus eingetragen. Südlich des Hauses grenzt das gleichfalls denkmalgeschützte Haus Breite Straße 17 an. Nördlich des Gebäudes mündet die Straße Kleine Gasse auf die Breite Straße.

## Architektur und Geschichte
Das zweigeschossige, in massiver Bauweise errichtete Gebäude gehört vermutlich zu den ältesten Wohngebäuden der Stadt Quedlinburg. Am Nordgiebel des Hauses sind Reste eines Biforiums und eines Triforiums erkennbar. Es entstand vermutlich in der Zeit um 1300. Wahrscheinlich stellte das Haus in der Zeit der Frühgotik eine Eigenbefestigung dar. Im 18. Jahrhundert wurde das Gebäude umgebaut. Zeitweise diente es als Pfarrhaus der Sankt-Benedikti-Gemeinde. Zur Straße hin ist das Haus verputzt, die Profilgewände sind mit Stuck verziert. Die Hauseingangstür stammt aus der Zeit um 1800 und ist mit einem aus Rauten bestehenden Oberlicht versehen. 
Zum Hof hin besteht eine als Rundbogen ausgeführte Durchfahrt. Darüber hinaus sind am Haus ein Spitzbogen und am oberen Stockwerk zwei spitzbogige Öffnungen erkennbar.
Ein auf der Nordseite des Hofs befindlicher Gebäudeflügel entstand in Fachwerkbauweise. Die Gefache sind mit verschiedenen Zierausmauerungen versehen.